# Freeman Williams
Freeman Williams (ur. 15 maja 1956 w Los Angeles, zm. 19 kwietnia 2022) – amerykański koszykarz, występujący na pozycji obrońcy.

## Życiorys
Na liście najlepszych strzelców w historii NCAA zajmuje drugie miejsce z łączną liczbą 3249 punktów, tuż za Pete’em Maravichem. W trakcie swojej kariery uczelnianej zostawał dwukrotnie (1977 – 38,8 pkt., 1978 – 35,9) liderem strzelców ligi. Swój życiowy rekord zanotował 3 lutego 1978 roku, zdobywając 81 punktów w spotkaniu z Rocky Mountain. Wcześniej, 9 lutego 1977 roku uzyskał 71 punktów podczas konfrontacji z Southern Oregon. Trzecim najlepszym, pod względem zdobyczy punktowych, spotkaniem okazała się rywalizacja z uczelnią George Fox, która odbyła się 13 stycznia 1978 roku. Williams zdobył wtedy 66 punktów. Jego średnia zdobytych punktów (38,8) z 1977 roku jest szóstą najwyższą w historii rozgrywek NCAA, przy czym pierwsze trzy należą do Maravicha.
W 1977 roku zdobył wraz z reprezentacją USA złoty medal podczas letniej uniwersjady w Sofii. W kadrze występował między innymi z takimi zawodnikami jak: Larry Bird, Darrell Griffith, czy Sidney Moncrief.
W 1978 roku został wybrany w drafcie do NBA z numerem ósmym przez Boston Celtics. Niecałe dwa miesiące później, jeszcze przed rozpoczęciem sezonu, został wytransferowany do San Diego Clippers wraz z Kevinem Kunnertem, Kermitem Washingtonem oraz Sidneyem Wicksem. Do Bostonu trafili natomiast Nate Archibald, Marvin Barnes, Billy Knight oraz dwa wybory drugich rund draftu 1981 (Danny Ainge) i 1983 (Rod Foster).
Jako debiutant notował średnio 10,4 punktu. Rok później jego średnia wzrosła do 18,4 punktu, a w trzecim roku kariery do 19,3 punktu. 20 stycznia 1982 został wymieniony do Atlanty Hawks, w zamian za Charliego Crissa oraz Ala Wooda. W nowym klubie jego minuty gry zostały ograniczone do nieco ponad 8 na mecz, na czym ucierpiały statystyki. Kolejny sezon (1982/83) rozpoczął w barwach Utah Jazz. Został zwolniony po rozegraniu zaledwie 18 spotkań sezonu zasadniczego, 21 grudnia 1982.
Po opuszczeniu ligi był bez pracy przez kilka lat, borykając się z uzależnieniem od kokainy. Postawiono mu również zarzuty za jej posiadanie.
W 1985 dostał szansę od zespołu Tampa Bay Thrillers z ligi CBA. Stał się jedną z jej gwiazd, notując średnio podczas sezonu regularnego 22 punkty na mecz. Ustanowił też rekord finałów ligi, trafiając 36 z 37 rzutów wolnych, podczas całej serii finałowej (97,3%). W spotkaniu numer 2 oraz 4 zanotował po 43 punkty, natomiast w spotkaniu numer 7 – 47, co zapewniło mu tytuł MVP finałów. Thrillers pokonali wtedy Detroit Spirits 4-3, sięgając po mistrzostwo.
Dzięki dobrym występom w CBA otrzymał możliwość powrotu do NBA. 27 grudnia 1985 podpisał 10-dniowy kontrakt z Washington Bullets, a następnie kolejny. Łącznie w barwach zespołu ze stolicy rozegrał 9 spotkań, notując 7,7 punktu. Był to jego ostatni epizod z NBA. Sezon dokończył w CBA, zdobywając kolejne mistrzostwo z Tampa Bay Thrillers, jednak już w marginalnej roli. Rok później próbował jeszcze swoich sił w lidze filipińskiej, po czym w jego życiu nastąpił kolejny rozbrat z zawodową koszykówką, a Williams udzielał się jedynie podczas turniejów streetballowych. W 1993 roku zaliczył kolejny epizod w lidze USBL, a jego zespół zdobył nawet mistrzostwo ligi, jednak po raz kolejny przy jego marginalnym wkładzie.
Magazyn koszykarski Slam uznał go za jedną z największych gwiazd koszykówki ulicznej w historii.
W 1992 zagrał niewielką rolę w komedii Biali nie potrafią skakać, u boku Wesleya Snipesa oraz Woody'ego Harrelsona. Wcielił się w fikcyjną postać legendy streetballa – Ducka Johnsona.

## Osiągnięcia
NCAA
- 2-krotny lider strzelców NCAA (1977-1978)[2]
- Wybrany do II składu All-American (1977 przez AP, UPI, 1978)[13][14]

CBA
- 2-krotny mistrz CBA (1985-1986)[8]
- MVP finałów CBA (1985)[7]

USBL
- Mistrz USBL (1993)[15]

NBA
- Zawodnik miesiąca NBA (grudzień 1980)[16]

Reprezentacja
- Mistrz uniwersjady (1977)[3]